# Bodega el Molino
La bodega El Molino es la primera de las llamadas bodegas catedrales de Jerez de la Frontera, situada en las inmediaciones de la Puerta de Rota,. Actualmente propiedad de Bodegas Fundador, fue adquirida en el siglo XVIII supuestamente por Patrick Murphy, para establecer su negocio de elaboración y exportación de vinos. En esta bodega se ubicaba un antiguo molino de aceite del siglo XVII o anterior.

## Antecedentes históricos

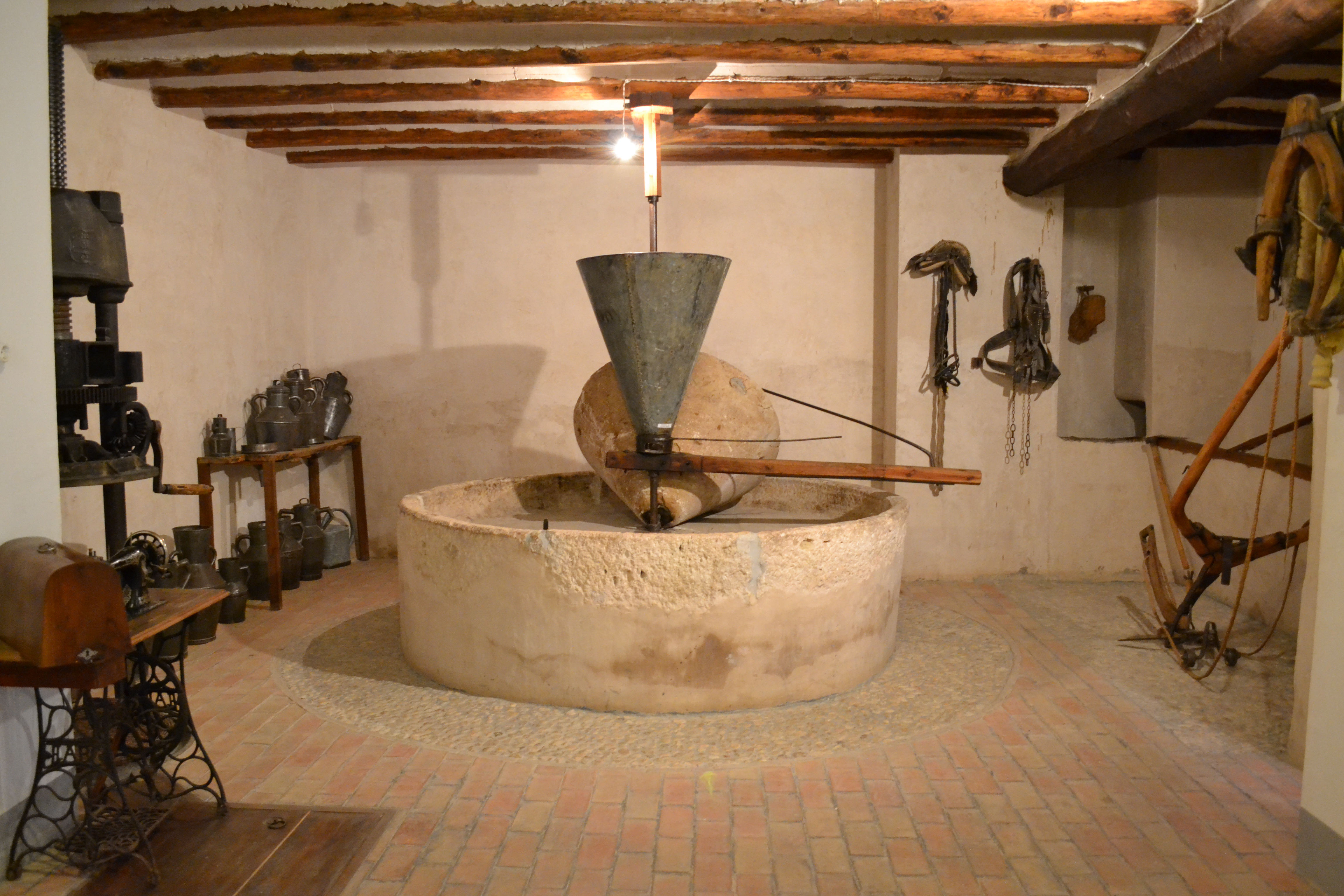
Ejemplo de molino de sangre.

En tiempos de la Roma Antigua, Plinio el Viejo, escritor romano del siglo I d. C., en su libro Historia Naturalis, pone de manifiesto lo dinámica que había sido la historia del cultivo del olivo hasta ese momento, aunque habría que remontarse siglos atrás para conocer el uso que se pudo hacer del acebuche, su variedad silvestre. Probablemente, fenicios y griegos los utilizaran y propiciaran un auge paulatino en el consumo de aceite por todo el Mediterráneo. Un poco antes, el geógrafo griego Estrabón, entre los siglos I a. C. y d. C., ya indicó que desde Turdetania, antigua zona que comprendía a Jerez de la Frontera entre otras de Andalucía, ya se elaboraba y exportaba aceite de la mejor calidad.
Para esa elaboración hacía falta una máquina extremadamente importante como era el molino, que fue evolucionando y mejorando con el paso del tiempo. Jerez de la Frontera, desde la antigüedad, ha sido una tierra olivarera de mucha importancia, donde proliferó la construcción de molinos de sangre. Esta tipología de molinos de tracción animal y originaria de Grecia, se caracteriza por utilizar a un mulo o asno con los ojos tapados, con el objetivo de triturar o moler. Este hecho dio paso a una gran actividad comercial a través del aceite de oliva, que se exportaba a otras regiones del mundo conocido.

## El molino de Puerta de Rota

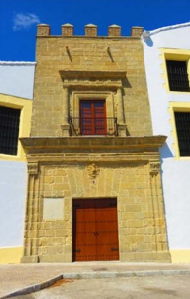
Torre de Riquelme, en Puerta de Rota.

En el propio Libro del Repartimiento tras la reconquista de Jerez, culminada por Alfonso X el Sabio, ya se expresa la gran cantidad de molinos en la ciudad. Concretamente en la collación de San Mateo hay cuatro claras referencias a molinos de aceite existentes en las propiedades dejadas por los musulmanes en 1267, lo que desconocemos es si alguno de estos cuatro molinos sería el origen de este casco bodeguero, aunque no lo podemos descartar. Nos debemos ir a 1491, donde en una transcripción de Juan Mayo del Manuscrito Misceláneo de la Cartuja de Jerez, conservado en la Biblioteca Nacional de Madrid, nos refiere que Leonor de Cuenca realizó la donación a los cartujos de un molino de aceite que tenía en la Puerta de Rota que daba por linderos, de una parte, a casas de Pedro Camacho, y por delante la calle. Desconocemos si Leonor era pariente de Elvira de Cuenca, mujer de Pedro Riquelme “El Viejo”, guardián de la Puerta de Rota en aquel tiempo y dueño de la casa familiar, incluida la Torre de Riquelme, aunque a la vista del apellido y la cercanía de las propiedades, cabe la posibilidad que tuvieran cierto grado familiar.
Por su parte, el último estudio que se realizó de la Puerta de Rota en 2016, por parte de un equipo de historiadores, arqueólogos y restauradores, bajo la coordinación de Diego Bejarano, esta entrada a Jerez se situaba a unos 15 o 20 metros de las edificaciones, dejando espacio para una calle, como así lo atestigua un mapa del siglo XVIII del arquitecto Miguel de Olivares. Teniendo en cuenta estos datos, con cierta probabilidad podría tratarse del molino que posteriormente daría paso al núcleo bodeguero en cuestión, y de ser así, podríamos hablar de su origen al menos en el siglo XV o anterior.

## Desde Patrick Murphy hasta hoy

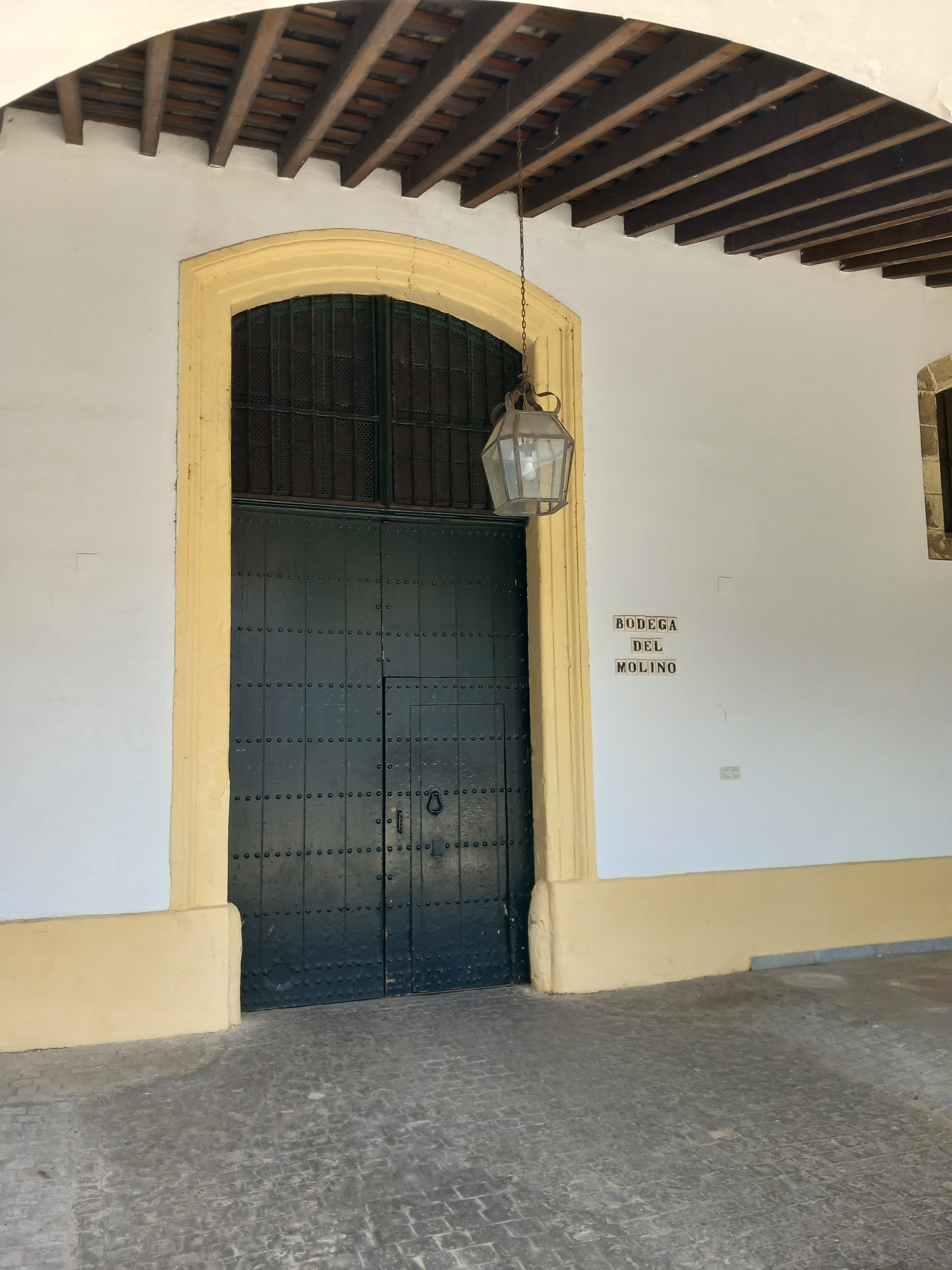
Puerta principal. Bodega el Molino.

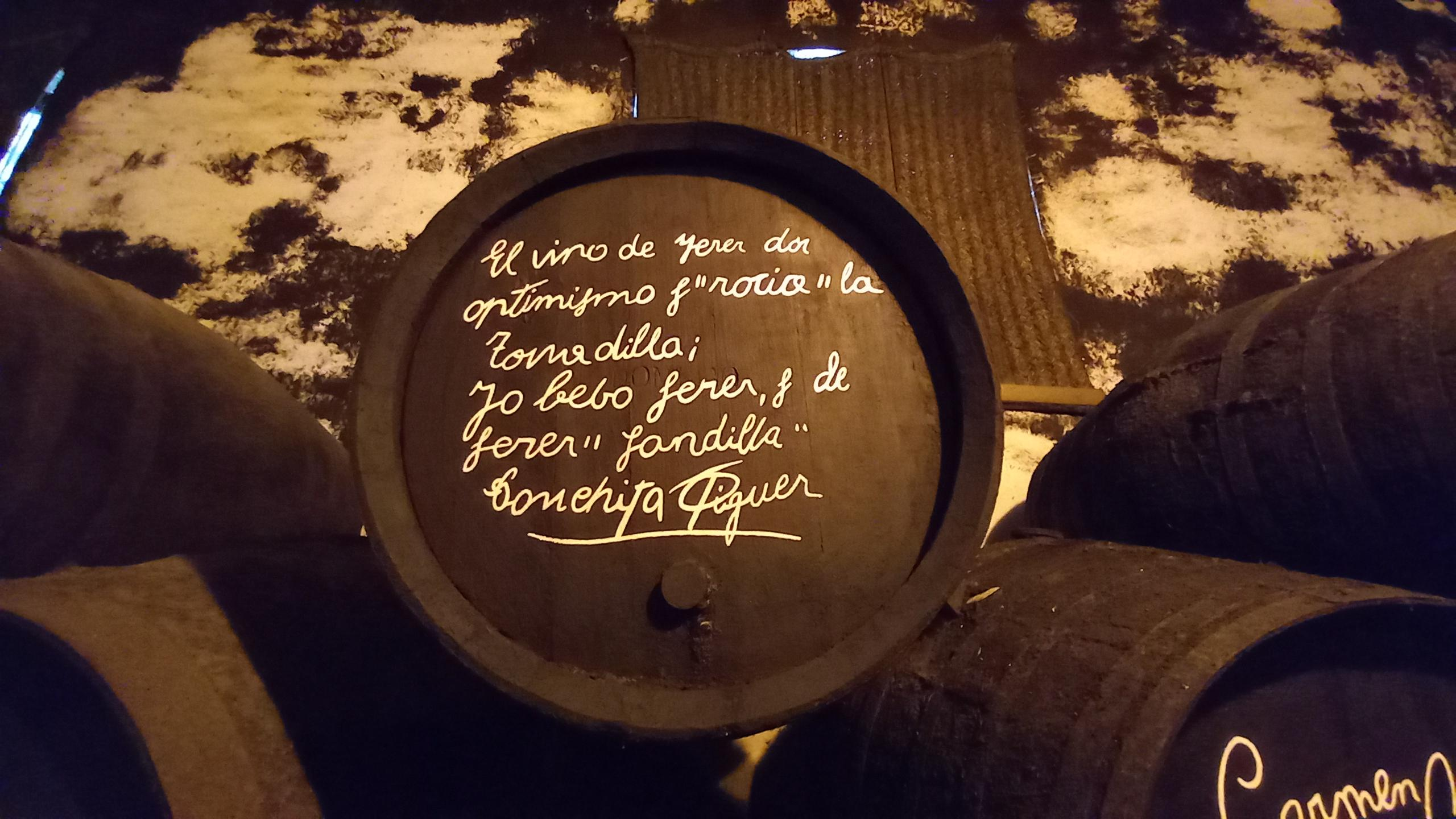
Bota firmada por Conchita Piquer. Bodega el Molino.

Tras el declive de la toda la zona aledaña a la desaparecida Puerta de Rota, incluyendo edificaciones o la misma Torre de Riquelme que se encontraban en estado ruinoso, sería en 1730 cuando el irlandés Patrick Murphy Woodlock inició su negocio de elaboración y exportación de vinos de Jerez y según se cuenta, compraría la instalación del viejo molino que tiempos atrás había servido para moler aceitunas y elaborar aceite, ya como bodega, conociéndose esta edificación hasta día de hoy con el sobrenombre de el Molino. Originalmente era una estructura de planta cuadrada de algo más de 1200 metros cuadrados que contaba en su interior con un antiguo pozo que aún se conserva, aunque sin utilidad.

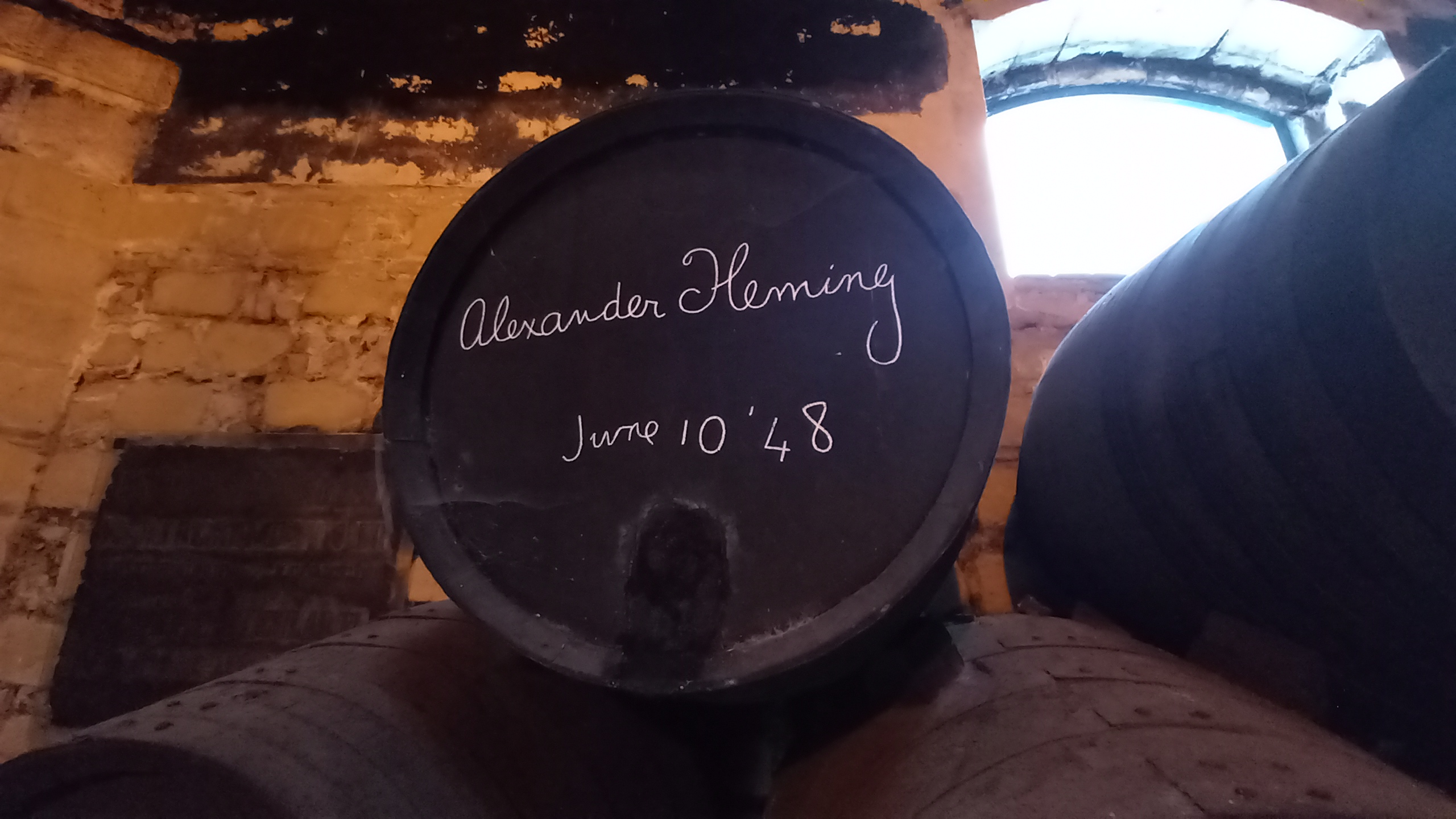
Bota firmada por Alexander Fleming.

A la derecha de la bodega El Molino se encontraba la bodega el Triángulo, llamada así por tener planta triangular, de unos 800 metros cuadrados, que tenía su acceso por la desaparecida calle de Las Lecheras y la antigua calle de San Ildefonso, esta última recuperada hace pocos años por Bodegas Fundador. Tras la muerte de Patrick Murphy en 1764, su amigo y socio Juan Haurie hereda sus propiedades y tras el auge del negocio y las sucesivas compras para la compañía, une las bodegas el Molino y el Triángulo en una sola nave, conservándose así hoy en día.

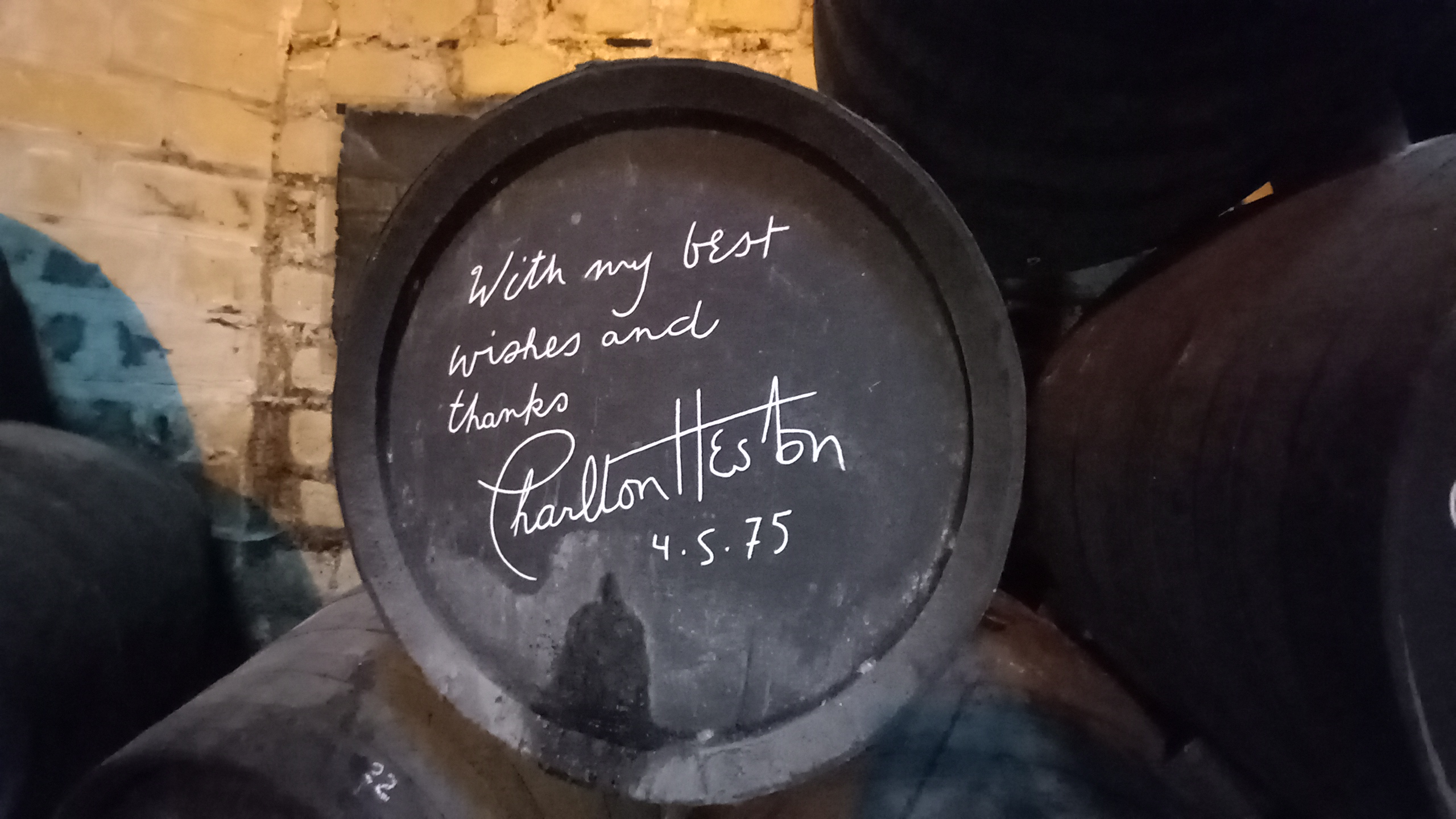
Bota firmada por Charlton Heston.

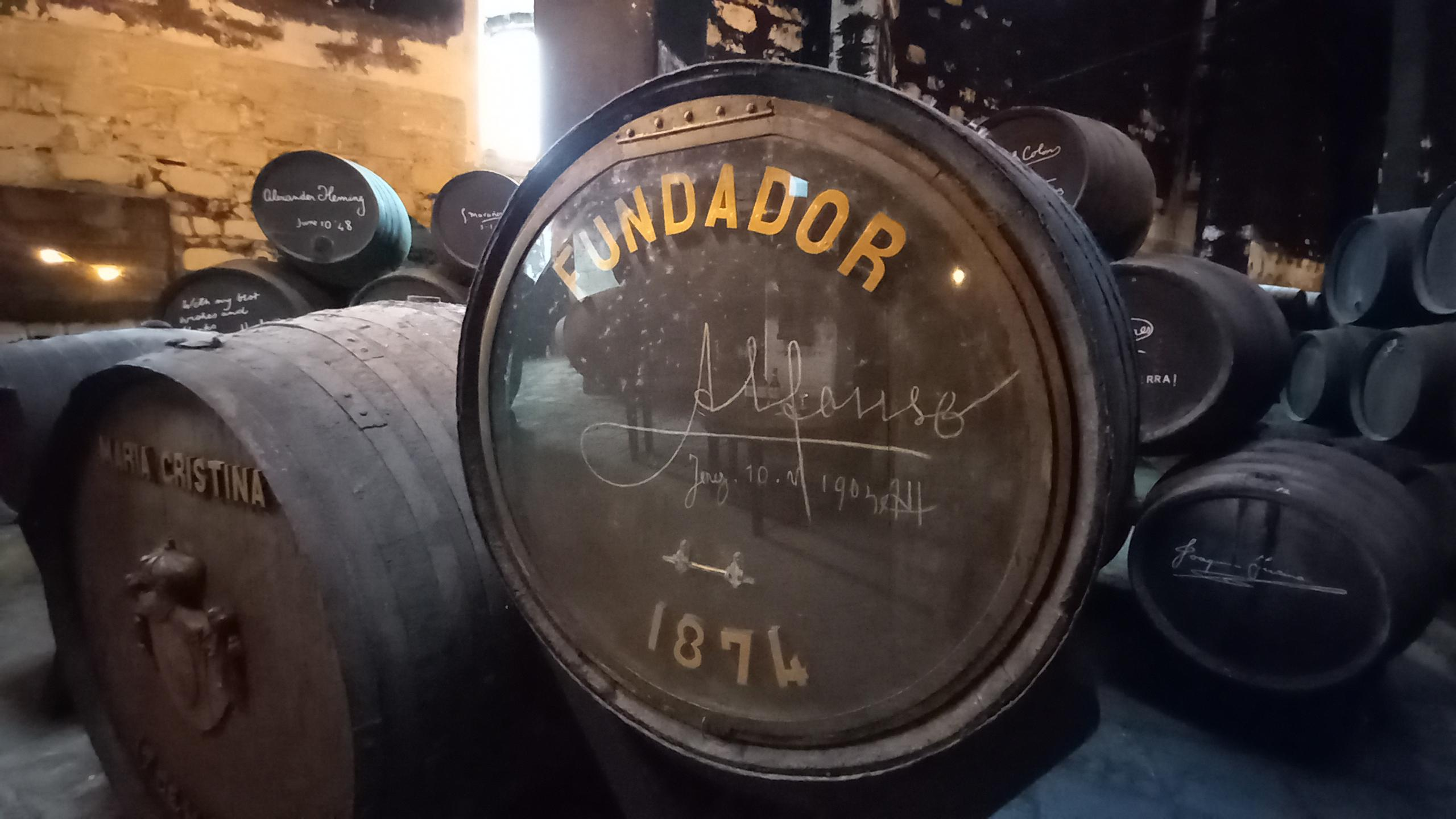
Bota firmad por el rey de España, Alfonso XIII, en 1904.

Por esta bodega, que ha sido propiedad de las compañías Murphy, Haurie o Domecq, a lo largo del tiempo han pasado multitud de personalidades del mundo de la realeza, la política, la ciencia, el deporte, la música, la pintura o la televisión, teniendo la arraigada costumbre de dejar su firma o sello en una bota de dicha bodega. De esta manera encontramos las firmas del Alfonso XIII y la reina Victoria Eugenia, el ahora rey y entonces príncipe Felipe de Borbón, actores de la talla de Charlton Heston o Cantinflas, artistas como Lola Flores o Concha Piquer o el científico Alexander Fleming, entre otros.
Actualmente, la antigua bodega el Molino pertenece Bodegas Fundador, donde la compañía posee sus vinos más viejos en sus más de 1.700 botas.